# Midt-Telemark
Midt-Telemark er en kommune i Vestfold og Telemark fylke som  blev oprettet 1. januar 2020 ved sammenlægning af bygderne og de tidligere kommuner Bø og Sauherad. Midt-Telemark kommune har administrationscenter i Bø. Kommunen har godt 10.000 indbyggere. Højeste  punkt er Jøronnatten der er 1.274,8 moh.
Midt-Telemark kommune ligger i det større distrikt Midt-Telemark som også omfatter Nome kommune. Midt-Telemark kommune og Nome kommune samarbejder i regionrådet Midt-Telemarkrådet.  Kommunene Bø og Sauherad blev lagt sammen i 2020 og tog distriktsnavnet Midt-Telemark som kommunenavn ud fra et ønske om, at resten af distriktet, Nome, senere skal blive del af kommunen. En sammenlægning af  Bø, Sauherad og Nome var anbefalet af fylkesmanden.
Lunde, den ene af de to kommuner som blev lagt sammen til Nome i 1964, var frem til 1867 en del af Bø kommune.

## Kommunevåben
Kommunevåbnet for Midt-Telemark kommune med  motivet med guldfelerne er baseret på Bøs kommunevåben, mens den blå farve bruges i Sauherads og Nomes våbner.

## Geografi
Midt-Telemark kommune vil fra etableringen bestå af to bygder og tidligere kommuner, Bø og Sauherad. Disse består af en blanding af landsbybebyggelse, gårde, landsbrugsarealer og naturområder, herunder skov og fjeld. Hovedbyen er Bø, som også vil være administrationsby. 
Midt-Telemark kommune grænser  til kommunerne Kviteseid og Seljord i vest, Notodden i nord, Kongsberg i øst, og Skien og Nome i syd.